# آلکسی کوزنتسوف (اسکی‌باز)
آلکسی کوزنتسوف (روسی: Алексéй Ивáнович Кузнецóв؛ ۱۵ اوت ۱۹۲۹ – ۱ ژانویهٔ ۲۰۰۳) اسکی‌باز صحرانوردی اهل اتحاد جماهیر شوروی سوسیالیستی بود.